# Bombylella argentata
Bombylella argentata är en tvåvingeart som först beskrevs av Fabricius 1805.  Bombylella argentata ingår i släktet Bombylella och familjen svävflugor. Inga underarter finns listade i Catalogue of Life.